# Jambangan (Mondokan)
Jambangan is een bestuurslaag in het regentschap Sragen van de provincie Midden-Java, Indonesië. Jambangan telt 3247 inwoners (volkstelling 2010).